# 1549

## Esdeveniments
- Cornualla (Gran Bretanya): Revolta del Llibre de l'Oració Comuna.
- Revoltes a Cornualla.
- Prohibició del servei personal dels Pobles indígenes d'Amèrica com a tribut al Virregnat de Nova Espanya.[1]

## Naixements
Països Catalans
- 22 de gener, Barcelona (o Peralada)ː Isabel de Rocabertí, teòloga i escriptora catalana (m. 1624).[2]

Resta del món
- Girona: Miquel d'Agullana, president de la Generalitat de Catalunya.

## Necrològiques
- 25 d'abril, Barcelona: Estefania de Requesens i Roís de Liori una escriptora catalana i valenciana del segle xvi (n. c.1504).[3]